# Allan Winge
Eric Allan Winge, född 27 juni 1891 på Lovö, död 7 september 1975 i Stockholm, var en svensk militär.
Allan Winge utbildade sig till officer inom den svenska armén, och kom att tillhöra Dalregementets officerskår. Sedermera kom han att delta som chef för Norra Tavastlands III. bataljon i finska inbördeskriget. Han var med i stridigheterna vid Kuhmois, Länkipohja, Eräjärvi, Orivesi, Vääksy, Kangasala, Lembois och Tammerfors. Han gjorde en relativt snabb karriär inom Gustaf Mannerheims vita armé, och avancerade till major. Efter Tavastehus fall överfördes han till Svenska brigaden, som t.f. chef från och med 22 april 1918. Han var dess sista chef. Som brigadchef medverkade han vid intagandet av Valkeakoski. I augusti återgick han i svensk tjänst med en löjtnants grad. Året 1920 genomgick han en utbildning på Gymnastiska centralinstitutet. 
Under mellankrigstiden engagerade han sig bland annat för de forna brigadisternas öden. Under 1920- och 1930-talen utsattes de i Sverige för trakasserier av fackföreningar och vänstersinnade arbetskamrater på arbetsplatserna på grund av sin medverkan i kväsandet av arbetarrevolutionen i Finland 1918. Winge, som sedan 1923 var ordförande i Föreningen Finlandskrigare 1918, sökte skydda sina forna krigskamrater och i mån av möjligheter även stödja dem ekonomiskt. För att få ett slut på förföljelsen av brigadisterna uppmärksammade Winge SAF:s direktör Gustaf Söderlund samt på dennes inrådan pressombudsmannen i LO Ragnar Casparsson om den beklämmande situationen. Genom deras ingripanden togs frågan in i Saltsjöbadsavtalet 1938, varefter förföljelserna upphörde.
Winge var en av de drivande krafterna bakom bildandet av Svenska frivilligkåren under vinterkriget och Svenska frivilligbataljonen under Fortsättningskriget. Han tjänstgjorde i frivilligkåren som major vid först personalavdelningen och sedan vid kårstaben.  
Allan Winge var son till direktör Gustav Svensson i Stockholm. Han var gift två gånger, den första gången med Beth Candelin-Kajander från Finland 1919. På Krigsarkivet finns hans personarkiv.

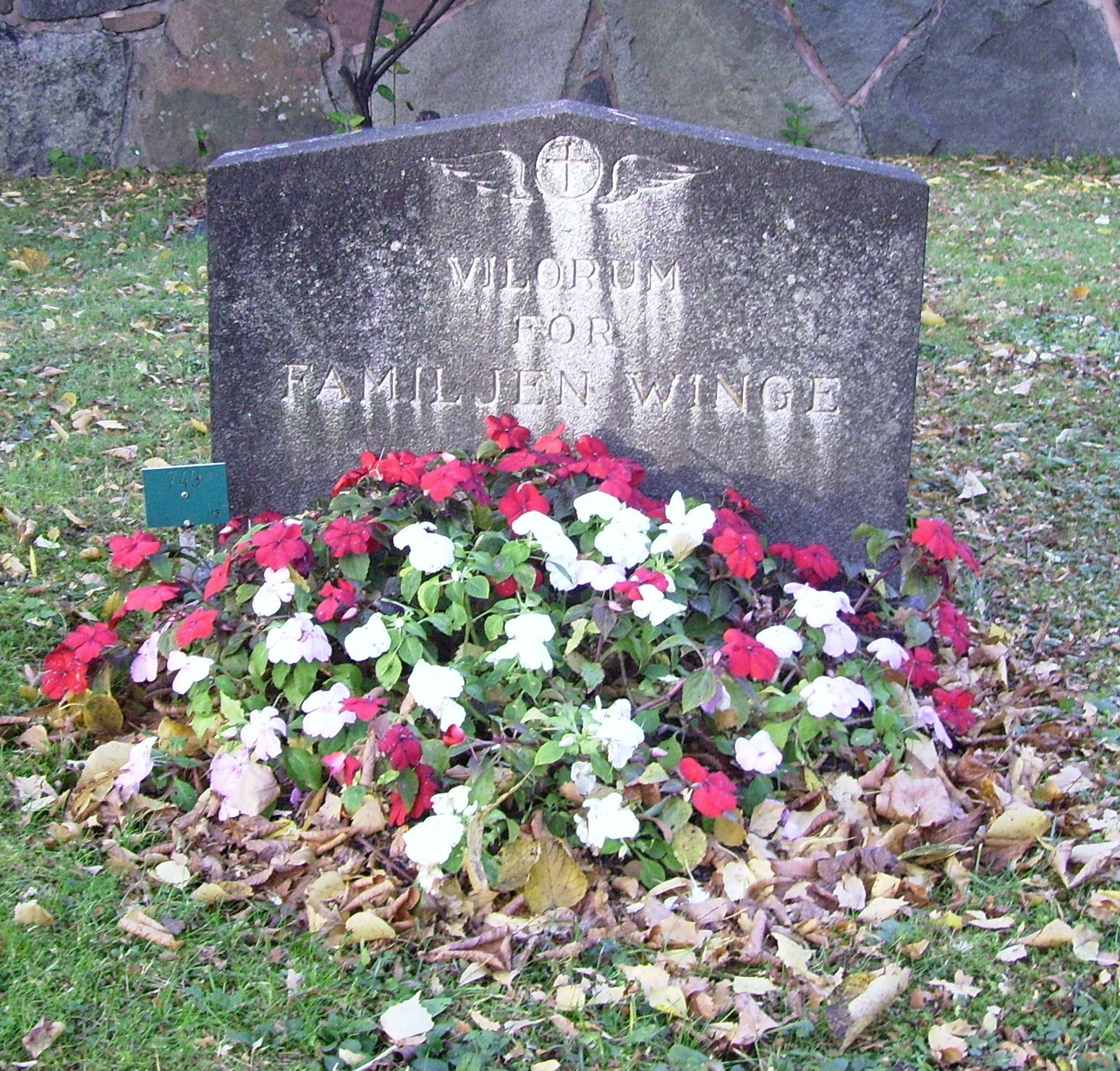
Allan Winges gravvård på Solna kyrkogård.